# Muang Kénthao
Muang Kénthao är ett distrikt i Laos.   Det ligger i provinsen Sainyabuli, i den västra delen av landet, 140 km väster om huvudstaden Vientiane.